# سعيد بن مسروق
أبو سفيان سعيد بن مسروق الثوري الهمداني الكوفي من أئمة الحديث وهو ثقة متقن، وهو والد سفيان الثوري، مات سنة ثمان وعشرين ومائة. وهو من أصحاب عامر الشعبي وخيثمة بن عبد الرحمن، ويُعدُّ من ثقات الكوفيين، وهو في عداد صغار التابعين.

## روايته للحديث النبوي
- حدث عَن: عَبَايَة بن رِفَاعَة بن رَافع بن خديج وَمُنْذِر الثَّوْريّ وَعبد الرَّحْمَن بن أبي نعيم.
- رَوَى عَنهُ: ابْنه سُفْيَان الثَّوْريّ وَشعْبَة وَأَبُو عوَانَة وَأَبُو الْأَحْوَص وَعمر بن عبيد فِي تَفْسِير بَرَاءَة وَالشَّرِكَة والذبائح.[1]
- الجرح والتعديل: قال أبو حاتم الرازي: «ثقة». وقال أحمد بن شعيب النسائي: «ثقة». وقال أحمد بن صالح الجيلي: «ثقة». وقال ابن حجر العسقلاني: «ثقة». وقال الذهبي: «ثقة». وقال سفيان الثوري: «ثقة». قال شعبة بن الحجاج: «فقيه». وقال يحيى بن معين: «ثقة». كما وثقه علي بن المديني.[3]

## طالع أيضًا
- سفيان الثوري